# Hasse Zetterström

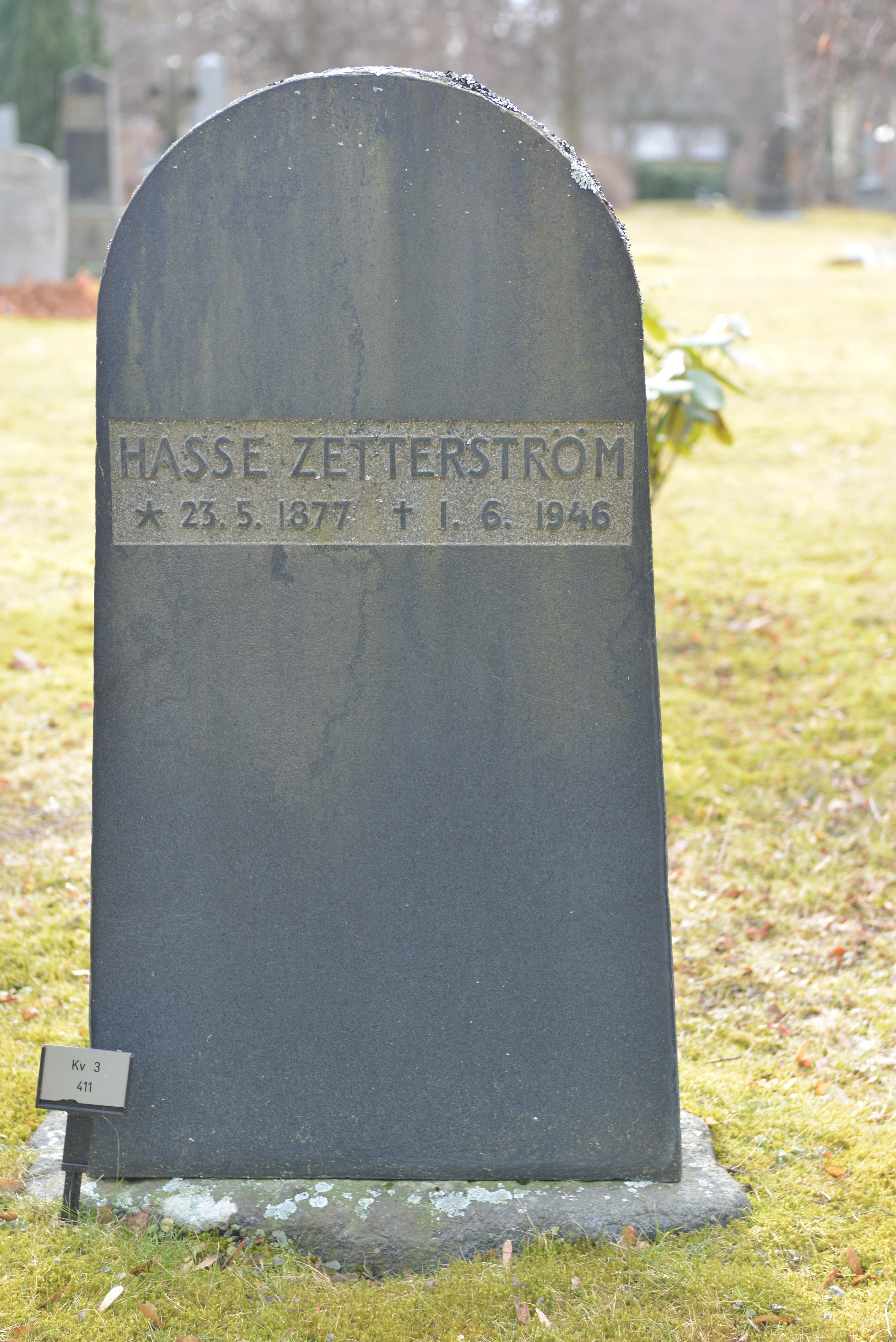
Gravvård på Norra begravningsplatsen.

Hans Harald "Hasse" Zetterström, född 23 maj 1877 i Stockholm,  död 1 juni 1946 i Stockholm, var en svensk författare, kåsör och tidningsutgivare.

## Biografi
Zetterström skrev främst under pseudonymen "Hasse Z", men även "H.Z", "Bill" med flera. Han var redaktionssekreterare i Figaro 1897–1901, och blev 1897 medarbetare i Söndags-Nisse, dess redaktör och utgivare 1901–1923, verkställande direktör 1908 och redaktör för Söndagsnisse-Strix 1924–1943.
Zetterström grundade 1902 Grönköpings Veckoblad och redigerade detsamma åren 1916–1943. Det trycktes först som en sida i tidningen Söndags-Nisse, men utkommer sedan 1916 som en självständig tidning. Han utgav årsboken Lutfisken 1912–1945 och medverkade från 1931 som kåsör med en egen spalt i Svenska Dagbladet.

### Familj
Hasse Zetterström var son till arkitekt August Zetterström och Elisabet, född Carlberg. Han gifte sig 1901 med Anna Ahlberg och blev far till kåsören Erik Zetterström (pseudonym Kar de Mumma) och journalisten Sven Zetterström (pseudonym Sven Z) samt Märta Zetterström. Genom Märtas äktenskap blev Hasse Zetterström svärfar till Staffan Tjerneld och morfar till Anna-Clara Tidholm.

### Död
Han avled på Sophiahemmet i Stockholm. Hasse Zetterström är begraven på Norra begravningsplatsen i Stockholm.

### Samlade upplagor och urval
- Hasse Z:s samlade : [urval ] / [sammanställt av Märta Tjerneld och Erik Zetterström]. Stockholm: Bonnier. 1948-1949. Libris 1542107
  -  1, Tätning av en båt. 1948. Libris 22675254. http://hdl.handle.net/2077/56348
  -  2, Mannen med fällstolen. 1948. Libris 1542112
  -  3, Anna-Clara och hennes bröder. 1948. Libris 1542113
  -  4, Dörrplåten. 1948. Libris 1542114
  -  5, Sängknoppen. 1948. Libris 1542115
  -  6, Svenska supens vänner. 1948. Libris 1542116
  -  7, Sjökon. 1948. Libris 1542117
  -  8, Stor sand  : historier från en ö och annat. 1948. Libris 1542118
  -  9, Porträtt. 1949. Libris 1542119
  -  10, Ulf. 1949. Libris 1542120
  -  11, Skrattets tidsålder  : kåserier 1932-1938. 1949. Libris 1542109
  -  12, Mörk tid  : kåserier 1939-1943. 1949. Libris 1542110
- Kåserier. Göteborg: Konstindustriskolan. 1965. Libris 2114835
- Hasse Z:s bästa. Stockholm: Stift. Litteraturfrämjandet. 1967. Libris 876118
- Hasse Z. Bokklubben Svalans svenska klassiker. Stockholm: Bonnier. 1969. Libris 2114822
- Tätning av en båt och andra historier / i urval och med förord av Carl Z. Fabel pocket, 99-0717267-7 ; 14. Stockholm: Fabel. 1991. Libris 7668192. ISBN 91-7842-126-8

### Redaktörskap
- Söndags-Nisse : illustreradt veckoblad för skämt, humor och satir. Stockholm: Söndags-Nisse. 1901-1924. Libris 19314791. http://hdl.handle.net/2077/42002
- Grönköpings veckoblad : organ för Grönköping med omnejd. Stockholm: Grönköpings veckoblad. 1902-1942. Libris 3413174
- Löjrom : humoristiskt bibliotek i häften. Stockholm: Albert Bonniers förlag. 1907-1909. Libris 2888371
- Lutfisken : storartad utstyrselrevy i 42 tablåer. Stockholm: Bonnier. 1912-1946. Libris 8221556
- Andersson, Oskar (1914). Karikatyrer : ett minnesalbum / med förord av Hasse Zetterström. Stockholm: Åhlen & Åkerlund. Libris 1517508
- Lundström, Georg (1918). Med tvål och borste : kåserier. Stockholm: Åhlén & Åkerlund. Libris 1654122. https://runeberg.org/medtval/ - Med biografi av Zetterström.
- Cederström, Carl (1919). Carl Cederström : en minnesbok  / utgiven av Hasse Zetterström ; med bidrag av Albert Engström, Olof Dahlbeck, Måtte Schmidt. Stockholm: Bonnier. Libris 1650553